# Алта-Сарданья

Історичний район (кумарка) Алта Сарданья (темніший) і французький департамент Східні Піренеї

42°30′ пн. ш. 1°58′ сх. д. / 42.500° пн. ш. 1.967° сх. д.
Див. також Східні Піренеї

А́лта-Сарда́нья (кат. Alta Cerdanya, фр. Сердань, Cerdagne)  — історичний район (кумарка) Каталонії, який зараз знаходиться у Франції.
Найбільший муніципалітет району і його столиця — Мон-Луї (фр. Mont-Louis), або каталанською Монлюі́с, попередня назва Біла́-д'Уба́нса (кат. Montlluís / Vilar d'Ovansa або Vilar d'Ovança). До 1790 р. столицею району було місто Сайаґуз (фр. Saillagouse), каталанською мовою Салягоза (кат. Sallagosa).
Ця територія, як і інші 4 історичні райони (кумарки) Каталонії — Конфлан, Баляспі, Русільйон i Капсі, була приєднана до Франції після Війни Женців (1640—1652) за результатами Піренейського мирного договору 1659 року.

## Фото

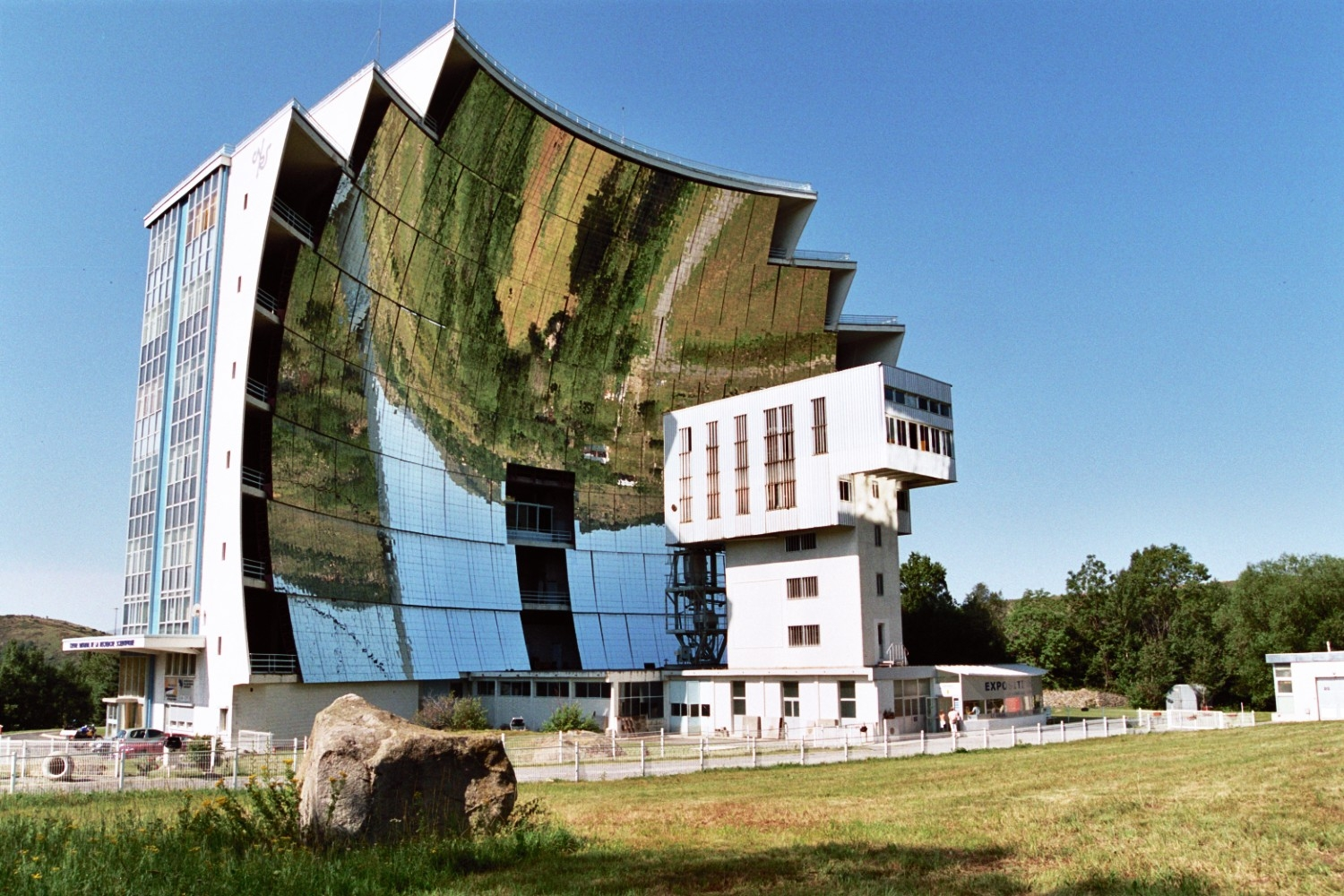
Сонячна піч у м. Одейо (кат. Удельо)
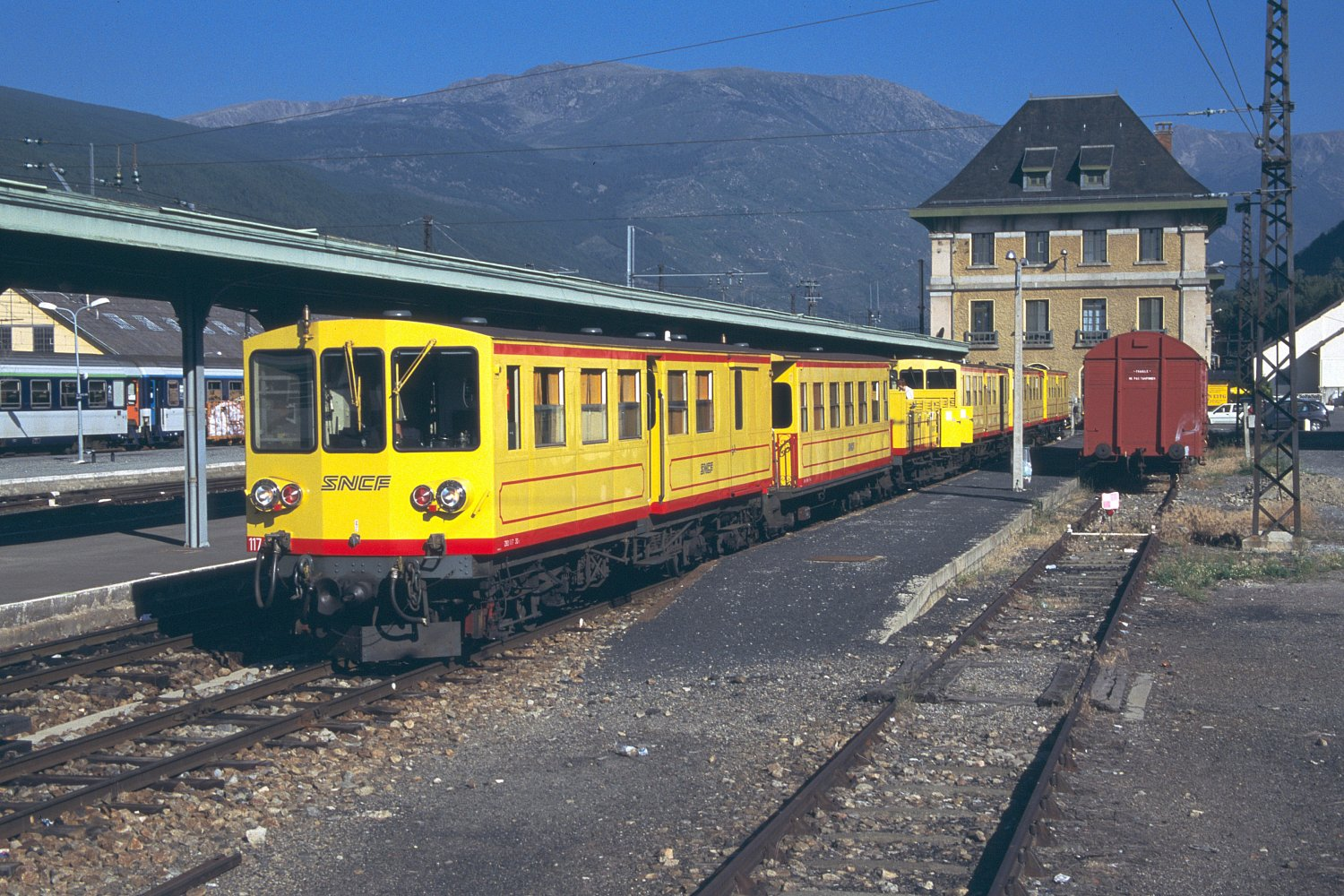
«Жовтий потяг», який обслуговує кілька міст французької частини Сарданьї
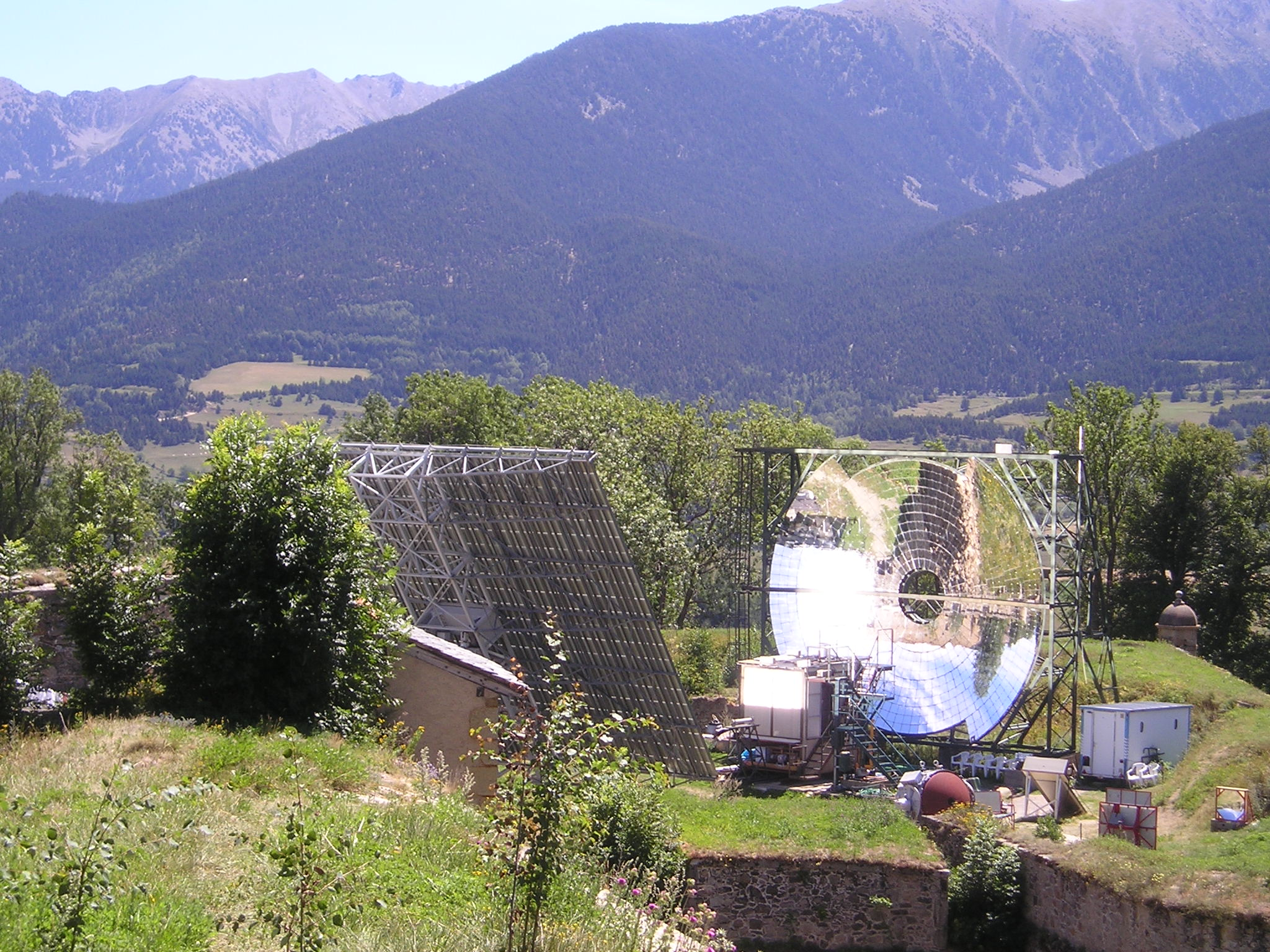
Сонячна піч у м. Мон-Луї (кат. Монлюіс), перша сонячна піч у світі
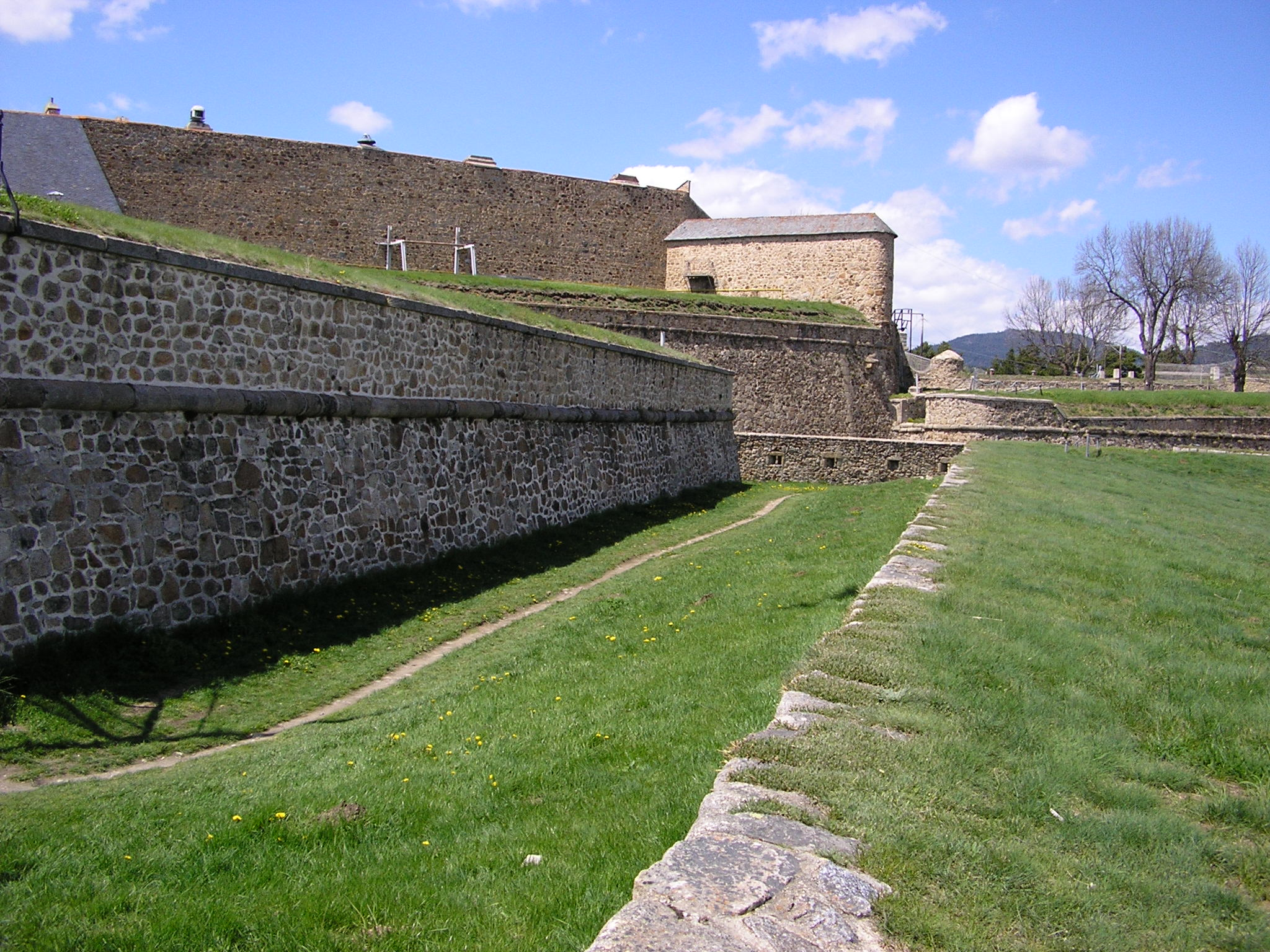
Цитадель м. Мон-Луї (кат. Монлюіс)